# Valence hockey sur glace
 (janvier 2013).
Si vous disposez d'ouvrages ou d'articles de référence ou si vous connaissez des sites web de qualité traitant du thème abordé ici, merci de compléter l'article en donnant les références utiles à sa vérifiabilité et en les liant à la section « Notes et références ».
Le Valence hockey sur glace est un club français de hockey sur glace dont l'équipe première évolue actuellement en Division 2 et l'équipe réserve en Division 3. L'équipe porte le surnom des Lynx de Valence.

## Statistiques
| Saison    | PJ | V  | D  | N | BP  | BC  | Pts | Classement | Séries éliminatoires | Division             |
| --------- | -- | -- | -- | - | --- | --- | --- | ---------- | -------------------- | -------------------- |
| 2006-2007 | 14 | 6  | 8  | 0 | 38  | 52  | 12  | 4e         | 6e                   | Division 1           |
| 2007-2008 | 26 | 12 | 12 | 2 | 87  | 153 | 24  | 8e         | -                    | Division 1           |
| 2008-2009 | 26 | 12 | 12 | 2 | 100 | 125 | 26  | 7e         | Quarts de finale     | Division 1           |
| 2009-2010 | 26 | 10 | 12 | 4 | 97  | 97  | 24  | 10e        | -                    | Division 1           |
| 2010-2011 | 26 | 7  | 17 |   | 87  | 153 | 17  | 11e        | -                    | Division 1           |
| 2011-2012 | 26 | 3  | 23 |   | 79  | 146 | 9   | 14e        | -                    | Division 1           |
| 2012-2013 | 16 | 9  | 5  | 2 | 54  | 45  | 20  | 4e         | Huitièmes de finale  | Division 2 — Poule B |
| 2013-2014 | 16 | 8  | 6  | 2 | 59  | 57  | 18  | 6e         | Quarts de finale     | Division 2 — Poule B |
| 2014-2015 | 16 | 6  | 10 | 0 | 66  | 72  | 12  | 7e         | Huitièmes de finale  | Division 2 — Poule B |
| 2015-2016 | 16 | 10 | 6  | 0 | 66  | 48  | 27  | 4e         | Huitièmes de finale  | Division 2 — Poule B |
| 2016-2017 | 18 | 13 | 5  | 0 | 85  | 47  | 39  | 2e         | Quarts de finale     | Division 2 — Poule A |
| 2017-2018 | 18 | 4  | 14 | 0 | 52  | 108 | 12  | 10e        | -                    | Division 2 — Poule B |

## Effectif actuel
| No    | Nom                   | Nat. | Position       | Arrivée                         |
| ----- | --------------------- | ---- | -------------- | ------------------------------- |
| +031, | Vojtěch Sedláček      |      | Gardien de but | 2021 - Vipers de Montpellier    |
| +051, | Théo Gautero          |      | Gardien de but | 2019 - Rapaces de Gap           |
| +072, | Elliot Ledoux         |      | Gardien de but | Formé au club                   |
| +002, | Jan Dlouhý            |      | Défenseur      | 2018 - Vipers de Montpellier    |
| +008, | Quentin Rodriguez     |      | Défenseur      | 2018 - Ours de Villard-de-Lans  |
| +012, | Sam Riffard           |      | Défenseur      | Formé au club                   |
| +014, | Alban Chabrolle       |      | Défenseur      | Formé au club                   |
| +044, | Damien Cabaré – C     |      | Défenseur      | Formé au club                   |
| +045, | Enzo Dousseau         |      | Défenseur      | Formé au club                   |
| +056, | Mattias Huguet        |      | Défenseur      | 2021 - Boxers de Bordeaux U20   |
| +071, | Geoffrey Bidoli       |      | Défenseur      | Formé au club                   |
| +097, | Kevin Richard         |      | Défenseur      | 2020 - Vipers de Montpellier II |
| +006, | Jules Plenet          |      | Attaquant      | Formé au club                   |
| +007, | Yohann Dannerolle – A |      | Attaquant      | Formé au club                   |
| +009, | Valentin Clément      |      | Attaquant      | Formé au club                   |
| +011, | Vladislav Vrtek       |      | Centre         | 2021 - Ducs de Dijons           |
| +017, | Titouan Cassard       |      | Attaquant      | Formé au club                   |
| +049, | Valentin Cluzel       |      | Attaquant      | 2021 - Krokos de Nîmes          |
| +061, | Alex Corvi            |      | Attaquant      | 2021 - sans club                |
| +064, | Gaëtan Moutinho       |      | Attaquant      | Formé au club                   |
| +076, | Antoine Pelisse       |      | Attaquant      | 2019 - sans club                |
| +077, | Alexis Pelisse – A    |      | Attaquant      | Formé au club                   |
| +090, | Clément Stevenin      |      | Attaquant      | Formé au club                   |

## Entraîneurs successifs
- Pierre Rossat-Mignod ( France) : 2008-2009
- Éric Sarliève ( France) : 2009-2010
- Eric Medeiros ( Canada) : 2010-2011
- Michel Celestin ( Canada) : 2011-2012
- Vincent Lacaes ( France) : 2012-2015
- Eric Medeiros ( Canada) : 2015-2016
- Daniel Maric ( France) : 2016
- Vincent Lacaes ( France) : 2016-2017
- Antoine Pelisse  ( France) : 2017-2018
- Jean-Michel Bortino ( France) : 2018-2020
- Jan Dlouhý ( Tchéquie) : depuis 2020

## Logos

Ancien logo